# Macau Black Bears
Il  Macau Black Bears (Cinese semplificato: 澳门黑熊篮球俱乐部; Cinese tradizionale: 澳門黑熊籃球俱樂部; pinyin: Àomén Hēi Xióng Lánqiú Jùlèbù) è una società professionista di basket con sede nella città di Macau nell'omonimo stato, che compete nella ASEAN Basketball League

## Storia
La franchigia nata con il nome di Nanhai Long Lions, con sede nel Distretto di Nanhai, Foshan, del distretto di Guangdong, nacque come squadra affiliata di quella cinese del Guangzhou Loong Lions da far competere nella  ASEAN Basketball League;
la squadra giocava le partite casalinghe al Nanhai Gymnasium, una struttura da 4.000 posti. Si uniro alla ASEAN Basketball League dalla stagione 2017-18,, ma prima della loro prima partita, la squadra venne ribattezzarono in Nanhai Kung Fu, per distanziarsi dal nome della loro squadra madre in Cina; nome che venne poco dopo nuovamente cambiato, a causa della  collaborazione con il Grupo Desportivo Chong Son di Macao, cambiato quindi nuovamente il loro nome in Chong Son Kung Fu, pochi giorni prima dell'inizio della loro prima stagione.
Dopo aver concluso la stagione 2017-2018, la squadra si è trasferita a Macao, assumendo l'attuale denominazione di Macau Black Bears, nel tentativo di promuovere il basket professionistico nella città. Il nome deriva da Bobo l'orso nero, un orso nero asiatico che attirò l'attenzione del pubblico negli anni '80, quando fu salvato da cucina in un ristorante gourmet, che voleva servirlo come piatto prelibato, quando era ancora un cucciolo.

## Organico

### Roster 2023-2024
Il roster per la stagione 2023-2024 
|    | Naz.                                              | Ruolo | Sportivo             | Anno | Alt. | Peso |  |
| -- | ------------------------------------------------- | ----- | -------------------- | ---- | ---- | ---- |  |
| 3  | Macao (bandiera) · Stati Uniti (bandiera)         | PG    | Damian Chong Qui     | 1998 | 173  | 70   |  |
| 4  | Macao (bandiera) · Canada (bandiera)              | G     | Jenning Leung        | 1995 | 185  | 80   |  |
| 7  | Stati Uniti (bandiera)                            | AG    | Jeantal Cylla        | 1996 | 201  | 87   |  |
| 8  | Macao (bandiera)                                  | AP    | Li Guang Yang        | 2000 | 186  | 85   |  |
| 9  | Canada (bandiera) · Filippine (bandiera)          | G     | Kascius Small Martin | 1998 | 188  | 82   |  |
| 10 | Macao (bandiera)                                  |       | Zeng Pu Cheng        | 2004 | 188  | 85   |  |
| 23 | Malta (bandiera) · Italia (bandiera)              | C     | Samuel Deguara       | 1991 | 231  | 131  |  |
| 27 | Filippine (bandiera)                              | AG    | David Diaz           | 2001 | 199  | 93   |  |
| 31 | Stati Uniti (bandiera) · Taipei cinese (bandiera) | C     | Will Artino          | 1992 | 211  | 104  |  |
| 34 | Stati Uniti (bandiera)                            | AP    | Oscar Lopez Jr.      | 1997 | 193  | 91   |  |
| 48 | Macao (bandiera)                                  | AP    | Lao Chon Pong        | 1996 | 191  | 87   |  |
| 77 | Cina (bandiera)                                   | PG    | Cao Fang             | 1992 | 180  | 78   |  |
| 99 | Macao (bandiera)                                  | PG    | Chan Chon Wai        | 2001 | 188  | 84   |  |
|    | Macao (bandiera)                                  | G     | Chao Xing Zhao       | 2005 | —    | —    |  |

### Staff tecnico
| Ruolo           | Nome               |
| --------------- | ------------------ |
| Capo Allenatore | Charles Dubé-Brais |
| Assistente      | Zeshaun Mirza      |
| Assistente      | Zhang Jingang      |
| Assistente      | Yang Zhi-kuan      |
| General Manager | Lukas Peng         |
| Scout           | Kin Chan           |

## Allenatori
- Charles Dubé-Brais (2017–2018)
- Mu Jianxin (2018–2019)
- Charles Hantoumakos (2019–2020)
- Charles Dubé-Brais (2023-)

## Club Affiliati
- Guangzhou L. Lions